# 羽田詩津子
羽田 詩津子（はた しづこ）は、日本の翻訳家。

## 略歴
東京都生まれ。お茶の水女子大学英文科卒。
20歳代から翻訳をはじめ、当初は少女向け小説や映画原作などを訳し、1988年からリリアン・J・ブラウンのシャム猫ココシリーズを訳す。アガサ・クリスティなども翻訳。

## 著書
- 『猫はキッチンで奮闘する』（ハヤカワ・ミステリ文庫） 2008

## 翻訳
- 『マリアンの木曜日』（ジャン・ユーリ、集英社文庫） 1984
- 『スーパーガール』（ノーマ・フォックス・メイザー、集英社文庫） 1984
- 『恋のホリディ ハッピーエンドゲーム・ストーリー』（ニコル・カー、集英社文庫） 1985
- 『家族の絆 ファースト・ボーン』（スティーブン・フィリップ・スミス、集英社文庫） 1985
- 『真夜中の黒ミサ 恐怖の一世紀1』（デニス・ホイートリー、長井裕美子共訳、ソノラマ文庫） 1985
- 『シュア・シング』（スティーブン・L・ブルーム, ジョナサン・ロバーツ、集英社文庫） 1985
- 『マドンナ ロック界のシンデレラ物語』（マーク・ビーゴ、講談社X文庫） 1985
- 『秘境の地底人 アメリカン・ファンタジーの原点』（エイブラハム・メリット、ソノラマ文庫） 1986
- 『吸血ゾンビ 悪夢のゾンビ&バンパイア』（ジョン・バーク、ソノラマ文庫） 1986
- 『プリティインピンク 恋人たちの街角』（H・B・ギルモア、集英社文庫） 1986
- 『彼女は遅すぎた』（メアリ・ウィングズ、早川書房） 1987
- 『ママ、核戦争はおきるの? 息子たちのための131通の手紙』（ディアドリ・リース=トマス、早川麻百合共訳、新水社） 1988
- 『冷たい眼が見ている』（デイドラ・S・ライケン、ミステリアス・プレス文庫） 1989
- 『黒い炎と踊れ』（アール・W・エマースン、早川書房、ハヤカワ・ミステリ） 1989
- 『ダウンタウン』（エド・マクベイン、早川書房） 1990、のち文庫
- 『コミックブック・キラー』（リチャード・A・ルポフ、早川書房） 1990
- 『傷痕のある男』（キース・ピータースン、角川文庫） 1991
- 『ワシントンの愛と欲望』（モーリーン・ディーン、新潮文庫） 1992
- 『コンバット・ゾーンの娘』（リンダ・バーンズ、早川文庫） 1992
- 『シルヴァー・リングを残した女』（リンダ・バーンズ、早川文庫） 1993
- 『閉ざされた部屋の記憶』（デイドラ・S・ライケン、ハヤカワ文庫)1993
- 『マーガレット・ミッチェル十九通の手紙』（ジェーン・ボナー・ピーコック編、潮出版社） 1994.3
- 『愛はためらい』（ベルヴァ・プレイン、新潮文庫） 1995
- 『大人のための心理童話 心の危機に処方する16の物語』（アラン・B・チネン、早川書房） 1995、のち改題文庫化『大人の心に効く童話セラピー』
- 『成熟のための心理童話 喜びと力をとりもどす15の物語』（アラン・B・チネン、早川書房） 1996、のち改題文庫化『熟年のための童話セラピー』
- 『求婚する男』（ルース・レンデル、角川文庫） 1996
- 『コピーキャット』（ラウリ・マエロフ、新潮文庫） 1996
- 『幸運を招く男』（レジナルド・ヒル、早川書房） 1996
- 『チャオ、ポルトフィーノ!』（チフランク・シェイファー、早川書房） 1997
- 『螺線上の殺意』（リドリー・ピアスン、角川文庫） 1997
- 『人質』（チャック・ホーガン、講談社文庫） 1997
- 『石の微笑』（ルース・レンデル、角川文庫） 1998
- 『心に残る7匹の猫』（ジョー・クーデア、早川書房） 1998
- 『破局』（キャスリン・テキシエ、角川書店、「愛の棺」文庫） 1999.12
- 『骨のささやき』（ダリアン・ノース、文春文庫） 1999
- 『黒猫フーディーニの生活と意見』（スーザン・フロンバーグ・シェーファー、新潮社） 1999
- 『蘭に魅せられた男 驚くべき蘭コレクターの世界』（スーザン・オーリアン、早川書房） 2000、のち文庫
- 『ソロモン王の絨毯』（バーバラ・ヴァイン、角川文庫） 2001
- 『蝶のめざめ』（ダリアン・ノース、文春文庫） 2001
- 『1番目に死がありき』（ジェイムズ・パタースン、角川文庫） 2002
- 『ヒトは本当に猫と話せるのか?』（ソニア・フィッツパトリック、アーティストハウスパブリッシャーズ） 2003
- 『タイムトラベラーズ・ワイフ』（オードリー・ニッフェネガー、ランダムハウス講談社） 2004、のち改題『きみがぼくを見つけた日』
- 『勇気の木』（ダイアン・チェンバレン、文春文庫） 2004
- 『癒しの木』（ダイアン・チェンバレン、文春文庫） 2005
- 『二人の時が流れて』（アニータ・シュリーヴ、扶桑社） 2005
- 『チャンスは2度めぐる』（ジェイムズ・パタースン、角川文庫） 2005
- 『セントラル・パーク事件』（クレイグ・ライス、早川文庫） 2006
- 『純粋理性批判殺人事件』（マイケル・グレゴリオ、角川文庫） 2006
- 『ねこ的人生のススメ しなやかに生きるための7つの法則』（ジョー・クーデア、早川文庫） 2007
- 『口は災い』（リース・ボウエン、講談社文庫） 2007
- 『クヌート ちいさなシロクマ』（ジュリアナ・ハトコフ, イザベラ・ハトコフ, クレイグ・ハトコフ, ゲラルド・R・ウーリヒ、日本放送出版協会） 2007.11
- 『誘惑は殺意の香り』（ハーレイ・ジェーン・コザック、早川文庫） 2007
- 『蘭追い人、幻の貴婦人をさがす』（ミシェル・ワン、ヴィレッジブックス） 2008
- 『図書館ねこデューイ 町を幸せにしたトラねこの物語』（ヴィッキー・マイロン、早川書房） 2008
- 『誘惑のキス』（ジュリー・アン・ロング、ソフトバンク文庫） 2008
- 『ミランダの秘密の日記』（ジュリア・クイン、ランダムハウス講談社） 2008
- 『卒業 part2』（チャールズ・ウェッブ、白夜書房） 2008
- 『ねこ捜査官ゴルゴンゾーラとハギス缶の謎』（ヘレン・マルグレイ, モーナ・マルグレイ、ヴィレッジブックス） 2009
- 『猫探偵ジャック＆クレオ』（ギルバート・モリス、早川文庫） 2009
- 『スイート・ホーム殺人事件』（クレイグ・ライス、早川文庫） 2009
- 『贖罪の日々』（マイケル・グレゴリオ、角川文庫） 2009
- 『アガサ・クリスティの秘密ノート』上・下（山本やよい, ジョン・カラン共訳、早川文庫） 2010
- 『押しかけ探偵』（リース・ボウエン、講談社文庫） 2010
- 『ウィンダム公爵と美しき義賊』（ジュリア・クィン、ランダムハウス文庫） 2010
- 『ウィンダム公爵とつれない許嫁』（ジュリア・クイン、RHブックス・プラス）　2011
- 『探偵稼業は運しだい』（レジナルド・ヒル、PHP文芸文庫） 2011
- 『リンチンチン物語 - 映画スターになった犬』（スーザン・オーリアン、早川書房） 2012
- 『高慢と偏見、そして殺人』（P・D・ジェイムズ、早川書房） 2012
- 『嵐の海に乙女は捧げて』（クレスリー・コール、原書房、ライムブックス） 2012
- 『約束の海に舞う天使と』（クレスリー・コール、原書房、ライムブックス） 2013
- 『さよならのアルゴリズム』（ローリー・フランケル、ヴィレッジブックス） 2013
- 『密室の王』（カーラ・ノートン、角川文庫） 2014
- 『冷たい晩餐』（ヘルマン・コッホ、イーストプレス） 2014
- 『猫的感覚 動物行動学が教えるネコの心理』（ジョン・ブラッドショー、早川書房） 2014
- 『見張る男』（フィル・ホーガン、角川文庫） 2015
- 『毒親の棄て方 娘のための自信回復マニュアル』（スーザン・フォワード、新潮社） 2015
- 『奇跡の猫ビリー 自閉症の少年に寄り添って』（ルイーズ・ブース、竹書房） 2015
- 『他人のふたご』（サマンサ・ファターマン、太田出版）　2016
- 『悪魔の手は白い』上・下（サンダ・ヤコプスン、ハヤカワ文庫）　2016
- 『図書館猫ベイカー＆テイラー 小さな町に奇跡を起こした2匹の物語』（ジャン・ラウチ, ライザ・ロガック、早川書房） 2016
- 『米、麺、魚の国から アメリカ人が食べ歩いて見つけた偉大な和食文化と職人たち』（マット・グールディング、扶桑社） 2016
- 『ハイド』（ダニエル・ルヴィーン、KADOKAWA） 2017
- 『歴史の証人 ホテル・リッツ 生と死、そして裏切り』（ティラー・J・マッツェオ、東京創元社） 2017、のち改題『歴史の証人 ホテル・リッツ』（創元ライブラリ） 2021
- 『夜の動物園』（ジン・フィリップス、角川文庫） 2017
- 『〈協定〉』上・下（ミシェル・リッチモンド、ハヤカワ文庫） 2018
- 『ナチスから図書館を守った人たち 囚われの司書、詩人、学者の闘い』（デイヴィッド・E・フィッシュマン 、原書房） 2019
- 『イレナの子供たち 2500人のユダヤ人の子供たちを救った勇気ある女性の物語』（ティラー・J・マッツェオ、東京創元社） 2019
- 『炎の中の図書館 100万冊を焼いた大火』（スーザン・オーリアン、早川書房） 2019
- 『アラバスターの手 マンビー古書怪談集』（A・N・L・マンビー、国書刊行会） 2020
- 『木曜殺人クラブ』（リチャード・オスマン、早川書房） 2021
- 『キュリアス・キャット・スパイ・クラブ　消えたペットの謎をとけ！』（ハヤカワ・ジュニア・ブックス　リンダ・ジョイ・シングルトン）2022
- 『木曜殺人クラブ　二度死んだ男』（リチャード・オスマン、早川書房）2022
- 『未知なる人体への旅』（ジョナサン・ライスマン、ＮＨＫ出版）2022

### 「スター・チャレンジ」シリーズ
- 『びっくりハウスの謎』（クリストファー・ブラック、朝日ソノラマ） 1985
- 『宇宙魔境』（クリストファー・ブラック、朝日ソノラマ） 1986
- 『アカデミーを救え』（クリストファー・ブラック、朝日ソノラマ） 1986

### フランシーン・パスカル
- 『その気になれば、どこまでも』（フランシーン・パスカル、早川文庫） 1986
- 『ハートに火をつけて』（フランシーン・パスカル、早川文庫） 1986
- 『あぶないウィークエンド』（フランシーン・パスカル、早川文庫） 1987
- 『本気でアイ・ラブ・ユー』（フランシーン・パスカル、早川文庫） 1987

### 「シャム猫ココ」シリーズ
- 『猫は殺しをかぎつける』（リリアン・J・ブラウン、早川文庫） 1988
- 『猫は手がかりを読む』（リリアン・J・ブラウン、早川文庫） 1988
- 『猫はソファをかじる』（リリアン・J・ブラウン、早川文庫） 1989
- 『猫はスイッチを入れる』（リリアン・J・ブラウン、早川文庫） 1990
- 『猫は14の謎をもつ』（リリアン・J・ブラウン、早川文庫） 1991
- 『猫はシェイクスピアを知っている』（リリアン・J・ブラウン、早川文庫） 1992
- 『猫は糊をなめる』（リリアン・J・ブラウン、早川文庫） 1992
- 『猫は床下にもぐる』（リリアン・J・ブラウン、早川文庫） 1993
- 『猫は幽霊と話す』（リリアン・J・ブラウン、早川文庫） 1994
- 『猫はペントハウスに住む』（リリアン・J・ブラウン、早川文庫） 1994
- 『猫は山をも動かす』（リリアン・J・ブラウン、早川文庫） 1995
- 『猫は鳥を見つめる』（リリアン・J・ブラウン、早川文庫） 1995
- 『猫は留守番をする』（リリアン・J・ブラウン、早川文庫） 1996
- 『猫はクロゼットに隠れる』（リリアン・J・ブラウン、早川文庫） 1997
- 『猫は島へ渡る』（リリアン・J・ブラウン、早川文庫） 1997
- 『猫は汽笛を鳴らす』（リリアン・J・ブラウン、早川文庫） 1998
- 『猫は泥棒を追いかける』（リリアン・J・ブラウン、早川文庫） 1999
- 『猫はチーズをねだる』（リリアン・J・ブラウン、早川文庫） 1999
- 『猫は鳥と歌う』（リリアン・J・ブラウン、早川文庫） 2000
- 『猫はブラームスを演奏する』（リリアン・J・ブラウン、早川文庫） 2001
- 『シャム猫ココの調査報告』（シャロン・A・フィースター、早川文庫） 2002
- 『猫は流れ星を見る』（リリアン・J・ブラウン、早川文庫） 2002
- 『猫はコインを貯める』（ リリアン・J・ブラウン 早川文庫） 2002
- 『猫は郵便配達をする』（リリアン・J・ブラウン、早川文庫） 2002
- 『猫は火事場にかけつける』（リリアン・J・ブラウン、早川文庫） 2003
- 『猫は川辺で首をかしげる』（リリアン・J・ブラウン、早川文庫） 2004
- 『猫は銀幕にデビューする』（リリアン・J・ブラウン、早川文庫） 2005
- 『猫は日記をつける』（リリアン・J・ブラウン、早川文庫） 2005
- 『猫は七面鳥とおしゃべりする』（リリアン・J・ブラウン、早川文庫） 2006
- 『猫はバナナの皮をむく』（リリアン・J・ブラウン、早川文庫） 2006
- 『猫は爆弾を落とす』（リリアン・J・ブラウン、早川文庫） 2006
- 『猫はひげを自慢する』（リリアン・J・ブラウン、早川文庫） 2007

### パトリック・ルエル
- 『長く孤独な狙撃』（パトリック・ルエル、早川書房） 1987
- 『眠りネズミは死んだ』（パトリック・ルエル、早川書房） 1988
- 『ただ一度の挑戦』（パトリック・ルエル、早川書房） 1994

### アンドリュー・クラヴァン
- 『秘密の友人』（アンドリュー・クラヴァン、角川文庫） 1994

- 『ベラム館の亡霊』（アンドリュー・クラヴァン、角川文庫） 1999
- 『アマンダ』（アンドリュー・クラヴァン、角川文庫） 2000
- 『妻という名の見知らぬ女』（アンドリュー・クラヴァン、角川文庫） 2003

### アガサ・クリスティ
- 『招かれざる客』（アガサ・クリスティー、講談社文庫） 2002
- 『アクロイド殺し』（アガサ・クリスティー、早川文庫） 2003
- 『予告殺人』（アガサ・クリスティー、早川書房） 2008
- 『牧師館の殺人』（アガサ・クリスティ、早川文庫） 2011
- 『ポワロとグリーンショアの阿房宮』（アガサ・クリスティ、ハヤカワ文庫） 2015
- 『予告殺人』（アガサ・クリスティ、ハヤカワ文庫） 2020
- 『ミス・マープルの名推理 予告殺人』（アガサ・クリスティ、ハヤカワ・ジュニア・ミステリ） 2020
- 『名探偵ポアロ　アクロイド殺し』（アガサ・クリスティ、ハヤカワ・ジュニア・ミステリ）2022

### ミレイユ・ジュリアーノ
- 『フランス女性は太らない 好きなものを食べ、人生を楽しむ秘訣』（ミレイユ・ジュリアーノ、日本経済新聞社） 2005
- 『フランス女性の12か月』（ミレイユ・ジュリアーノ、日本経済新聞出版社） 2007
- 『フランス女性の働き方 - 仕事と人生を楽しむコツ』（ミレイユ・ジュリアーノ、日経新聞社） 2010

### 「アガサ・レーズン」シリーズ
- 『アガサ・レーズンの困った料理』（M・C・ビートン、原書房、コージーブックス） 2012
- 『アガサ・レーズンと猫泥棒』（M・C・ビートン、原書房、コージーブックス） 2012
- 『アガサ・レーズンの完璧な裏庭』（M・C・ビートン、原書房、コージーブックス） 2013
- 『アガサ・レーズンと貴族館の死』（M・C・ビートン、原書房、コージーブックス） 2014
- 『アガサ・レーズンの結婚式』（M・C・ビートン、原書房、コージーブックス） 2015
- 『アガサ・レーズンの幻の新婚旅行』（M・C・ビートン、原書房、コージーブックス） 2015
- 『アガサ・レーズンと死を呼ぶ泉』（M・C・ビートン、原書房、コージーブックス） 2016
- 『アガサ・レーズンとカリスマ美容師』（M・C・ビートン、原書房、コージーブックス） 2016
- 『アガサ・レーズンと禁断の惚れ薬』（M・C・ビートン、原書房、コージーブックス） 2017
- 『アガサ・レーズンは奥さま落第』（M・C・ビートン、原書房、コージーブックス） 2018
- 『アガサ・レーズンの不運な原稿』（M・C・ビートン　原書房、コージーブック） 2018
- 『アガサ・レーズンと七人の嫌な女』（M・C・ビートン、原書房、コージーブックス） 2019
- 『アガサ・レーズンとイケメン牧師』（M・C・ビートン、原書房、コージーブックス） 2019
- 『アガサ・レーズンの幽霊退治』（M・C・ビートン、原書房、コージーブックス） 2020
- 『アガサ・レーズンの探偵事務所』（M・C・ビートン、原書房、コージーブックス） 2021
- 『アガサ・レーズンと完璧すぎる主婦』（M・C・ビートン、原書房、コージーブックス） 2021
- 『アガサ・レーズンの復縁旅行』（M・C・ビートン、原書房、コージーブックス）2022
- 『アガサ・レーズンの奇妙なクリスマス』（M・C・ビートン、原書房、コージーブックス）2022
- 『アガサ・レーズンと毒入りジャム）（M・C・ビートン、原書房、コージーブックス）2023

### 「スープ専門店」シリーズ
- 『謎解きはスープが冷めるまえに』（コニー・アーチャー、原書房、コージーブックス） 2016
- 『招かれざる客には冷たいスープを』（コニー・アーチャー、原書房、コージーブック） 2017
- 『かぼちゃスープと収穫祭の男』（コニー・アーチャー、原書房、コージーブックス） 2017
- 『春のスープと悩める花嫁』（コニー・アーチャー、原書房、コージーブックス） 2018

### フランシス・ホジソン・バーネット
- 『秘密の花園』（フランシス・ホジソン・バーネット、角川文庫） 2019
- 『小公子』（フランシス・ホジソン・バーネット、角川文庫） 2021
- 『小公女』（フランシス・ホジソン・バーネット、角川文庫） 2021